# Camptotypus pahangensis
Camptotypus pahangensis là một loài tò vò trong họ Ichneumonidae.